# Ланг, Наоми
Наоми Ланг (англ. Naomi Lang; род. 18 декабря 1978 года в Аркейте, Калифорния) — американская фигуристка, выступавшая в танцах на льду с Петром Чернышёвым, с которым она стала пятикратной чемпионкой США и двукратной победительницей чемпионата Четырёх континентов. Является первой представительницей коренного населения Америки, участвовавшей в зимней Олимпиаде.

## Биография
Отец Наоми — чистокровный индеец из племени карук. Её индейское имя — Махита Хан (Утренняя Звезда).
С трёх до пятнадцати лет Наоми занималась балетом. Интерес к фигурному катанию появился после увиденного шоу Ice Capades. Партнёром Ланг стал Джон Ли. Они победили на чемпионате США в 1995 году в категории «новичков», а в 1996 году в категории «юниоры».
В 1996 году встала в пару с россиянином Петром Чернышёвым. На своём дебютном чемпионате США в 1997 году они стали сразу пятыми, в 1998 году — третьими, а со следующего сезона пять раз подряд выигрывали золото этого турнира. В 2001 году Чернышёв получил американское гражданство и они смогли участвовать в Олимпийских играх 2002 года, где стали 11-ми. Кроме того, дуэт дважды выиграл чемпионат Четырёх континентов, в 2000 и 2002 году.
В 2003 году пара снялась с чемпионата США из-за травмы Наоми. После этого дуэт закончил любительскую спортивную карьеру.
Вместе с Чернышевым продолжает участвовать в различных шоу, например, в туре по городам России, организованном Евгением Плющенко, — «Золотой лед Страдивари».

## Спортивные достижения
(с Чернышёвым)
| Соревнования/Сезон              | 1997—1998 | 1998—1999 | 1999—2000 | 2000—2001 | 2001—2002 | 2002—2003 | 2003—2004 |
| ------------------------------- | --------- | --------- | --------- | --------- | --------- | --------- | --------- |
| Зимние Олимпийские игры         |           |           |           |           | 11        |           |           |
| Чемпионаты мира                 |           | 10        | 8         | 9         | 9         | 8         |           |
| Чемпионаты Четырёх континентов  |           | 3         | 1         | 2         | 1         | 3         |           |
| Чемпионаты США                  | 3         | 1         | 1         | 1         | 1         | 1         | WD        |
| Этапы Гран-при: Skate America   |           | 5         | 3         | 5         |           |           |           |
| Этапы Гран-при: Cup of Russia   |           | 5         |           |           |           |           |           |
| Этапы Гран-при: Trophee Lalique |           |           | 5         | 4         |           |           |           |
| Игры доброй воли                |           |           |           |           | 4         |           |           |

WD = снялись с соревнований

## Личная жизнь
В 2004 году Ланг родила дочь, Лили-Эшли (Lillia Ashlee), от ледового акробата с Украины Владимира Беседина, с которым рассталась вскоре после рождения ребёнка.
В декабре 2008 года Ланг вышла замуж за Марка Фицджеральда — бывшего фигуриста, выступавшего в танцах на льду за Канаду и Казахстан. 14 ноября 2009 года она родила сына, который был назван Мэйсон Дэниель (Mason Daniel), а 15 августа 2013 года — дочь Мадлен Кристину (Madelyn Christina).